# Сандин 2-й
Санди́н 2-й (баш. 2-се Санйын) — деревня в Куюргазинском районе Республики Башкортостан, Россия. Входит в состав Ермолаевского сельсовета.

## География

### Географическое положение
Расстояние до:
- районного центра (Ермолаево): 22 км
- центра сельсовета (Ермолаево): 22 км,
- ближайшей ж/д станции (Ермолаево): 30 км.

## Население
| 2002 | 2009 | 2010 |
| ---- | ---- | ---- |
| 176  | ↗183 | ↘149 |

Национальный состав
Согласно переписи 2002 года, преобладающая национальность — башкиры (51 %).